# Stazione di Capua
La stazione di Capua è una stazione ferroviaria posta sulla ferrovia Roma-Cassino-Napoli. Inaugurata nel 1844 come iniziale capolinea del tronco Caserta-Capua, poi prolungato fino a Tora, è al servizio dell'omonimo comune in provincia di Caserta.

## Storia
La stazione venne inaugurata il 26 maggio 1844 quando venne raggiunta dal troncone proveniente da Caserta. Il 14 ottobre 1861 la ferrovia si estese fino a Tora.
Nel 1872 alla stazione vi furono dei lavori di ampliamento e completamento. Vennero impiantati: una gru di sollevamento e delle sagome di carico per lo scalo merci, in più anche degli orologi di stazione. Fino agli anni 1980 era presente anche un raccordo militare verso il vicino edificio dell'Esercito Italiano (Pirotecnico).
Nel 2002 la stazione risultava presenziata mentre l'unico impianto impresenziato situato sulla linea era quello di Fontanarosa-Cervaro.

## Strutture e impianti
La stazione è composta da un fabbricato viaggiatori, di uno scalo merci composto da un magazzino, da un piano caricatore e da 4 binari tronchi, di cui solo uno utilizzabile, in quanto gli altri tre sono stati scollegati e in parte smantellati. Vi è anche un'altra ampia area di scalo alla destra del fabbricato viaggiatori, dove vi sono solo altri 3 binari, che in passato erano 5, in quanto due sono stati smantellati.
I binari utilizzati per il traffico della linea sono 5, tre serviti da banchina per il traffico passeggeri e altri due di scalo.

## Movimento
La stazione è servita dalle relazioni regionali Trenitalia svolte nell'ambito del contratto di servizio stipulato con la Regione Campania.
La stazione, al 2007, aveva un traffico giornaliero di 649 unità.

## Servizi
La stazione, che RFI classifica di categoria silver, dispone di:
- Biglietteria a sportello
- Biglietteria automatica
- Servizi igienici
- Bar

## Interscambi
La stazione offre i seguenti interscambi:
- Fermata autobus